# Justice (DC Comics)
Justicia es una serie limitada de cómics de 12 números publicada en forma bimestral por DC Comics entre agosto de 2005 y junio de 2007. El cómic fue escrito por Alex Ross y Jim Krueger, con Ross y Doug Braithwaite a cargo del aspecto artístico.
La historia trata sobre el grupo de superhéroes conocido como la Liga de la Justicia de América y su enfrentamiento con el grupo de supervillanos llamado la Legión del Mal liderado por Lex Luthor y Brainiac. Los villanos son motivados por un sueño compartido que parece ser una visión de la destrucción del mundo, la cual tratan de evitar.
Al igual que en otras obras, como Marvels y Kingdom Come, Alex Ross imprime de fotorrealismo a su trabajo y explora los mitos superheroicos a través de la historia.

## Personajes
| Liga de la Justicia | Legión del Mal    |
| ------------------- | ----------------- |
| Aquaman             | Bizarro           |
| Átomo               | Black Adam        |
| Batman              | Brainiac          |
| Canario Negro       | Capitán Frío      |
| Capitán Marvel      | Cara de Barro     |
| Chica Halcón        | Chita             |
| Detective Marciano  | El Espantapájaros |
| Flash               | Giganta           |
| Flecha Verde        | Gorila Grodd      |
| Hombre Plástico     | Hiedra Venenosa   |
| Hombre Halcón       | El Juguetero      |
| Hombre Elongado     | Lex Luthor        |
| Linterna Verde      | Manta Negra       |
| Metamorfo           | Metallo           |
| Mujer Maravilla     | El Parásito       |
| Superman            | El Acertijo       |
| Tornado Rojo        | Sinestro          |
| Zatanna             | Solomon Grundy    |

- La Patrulla Condenada (El Jefe, Elasti-Girl, Robotman y el Hombre Negativo) y Doc Magnus y sus Hombres de Metal aparecen como aliados de la Liga. Otros superhéroes que también hacen su aparición son los Jóvenes Titanes, Supergirl, Batgirl, Metamorfo, la Familia Marvel y el Fantasma Extraño.

- Joker, Dos Caras y el Doctor Sivana también aparecen pero no son parte de la Legión del Mal.

## Historia

### Número 01
Las bombas caen sobre las ciudades del mundo. Superman intenta salvar a alguien pero es demasiado tarde, Flash es demasiado lento para lograrlo, el Detective Marciano está muerto y Linterna Verde fracasa. Una muchedumbre huye aterrada de una ciudad en llamas hacia el océano; con las criaturas del mar muertas y flotando a su alrededor, Aquaman les advierte que no encontrarán ninguna protección allí. Superman observa mientras el mundo explota. Por fin, los villanos se despiertan; es un sueño, pero uno que todos ellos han estado compartiendo.
Aquaman presiente que algo está mal en el mar y se dirige a investigar, encontrando una esfera negra. Tras ser atacado y vencido por Manta Negra, es llevado dentro de la esfera donde Manta se reúne con Lex Luthor.

### Número 02
Riddler y sus secuaces hackean la computadora de Batman desde la Torre Wayne. Batman llega y escapan, pero el héroe lo sigue en su batimóvil y enfrenta a Riddler en un club llamado, irónicamente La Baticueva. Riddler es capturado por Batman en un cementerio y llevado de regreso a su celda en el Asilo Arkham. Tornado Rojo y Superman buscan a Aquaman desde la órbita terrestre, mientras que Flash descubre que el Capitán Frío estuvo en el desierto africano y le dio a los habitantes un mar hecho con su arma de frío. Del mismo modo, Hiedra Venenosa empleó su poder sobre las plantas para alimentar a una ciudad. Aquaman está atado a una mesa de operaciones a punto de convertirse en parte de los experimentos conducidos por Brainiac.

### Número 03
J'onn rastrea a Aquaman a través del océano hasta la esfera negra; dentro, descubre una ciudad desierta y es atacado psíquicamente por medio de llamas que lo rodean, todo ello una ilusión causada por el Gorila Grodd, hasta que escapa. Luthor se teleporta al Asilo Arkham y saca de allí a Riddler mientras ambos ignoran el pedido del Joker de hacer lo mismo por él. En otra parte, el Juguetero crea miembros prostéticos para los necesitados. Los noticiosos informan que los villanos están ayudando con los problemas mundiales. En el Satélite de la Liga de la Justicia, Tornado Rojo es atacado por alguien que se teleportó en secreto y el androide se destroza a sí mismo. Poseyendo los secretos del satélite y las identidades de los miembros de la Liga, Luthor, Manta Negra, Riddler y Hiedra Venenosa utilizan un proyector holográfico para emitir una declaración ante el mundo entero.

### Número 04
Imágenes gigantes de los villanos se dirigen al mundo para anunciar que ayudarán al planeta en formas que la Liga nunca ayudó. Bizarro ataca a Clark Kent mientras este está sentado en su departamento, Hal Jordan se cambia como Linterna Verde justo en el momento en que Sinestro utiliza un tubo boom para mandarlo lejos, Flecha Verde y Canario Negro son emboscados por Clayface y El Espantapájaros, Chita ataca a la Mujer Maravilla durante una conferencia de la amazona, el Hombre Halcón y Chica Halcón reciben el ataque de robots enviados por el Juguetero, Giganta dispara a Ray Palmer con un rifle, y Barry Allen no puede frenar su carrera debido a algo que el Capitán Frío puso en su comida. Al mismo tiempo que la Liga es derrotada, Superman grita por ayuda al ser atacado por Solomon Grundy, Metallo, Bizarro y el Parásito.

### Número 05
El Hombre Elástico se da cuenta de la desaparición de la Liga mientras Brainiac informa a Luthor que tiene listas sus esferas negras. Superman está a merced de sus villanos hasta que el Capitán Marvel lo rescata. La Mujer Maravilla vence a Chita, pero está muy lastimada. Flecha Verde y Canario Negro se salvan el uno al otro, y el Hombre y la Chica Halcón salen de entre los restos del ataque del Juguetero. Superman y Mavel llegan a la Baticueva para recuperarse y averiguar qué fue de la Liga. Superman, aún débil por el ataque recibido, golpea a Batman, quien tenía kryptonita escondida en su guante. Hay gusanos controlando a Batman y su mayordomo, Alfred. Superman también está infectado y necesita que Marvel lo arroje al sol para deshacerse de los gusanos. En la orilla del mar, Luthor observa a las esferas negras convertirse en enormes ciudades.

### Número 06
En el hospital, después que Jean Loring se marcha, Ray es atacado por Giganta disfrazada como una enfermera. Atom encoge su tamaño y la golpea en el ojo; ella cae por la ventana. Hal descubre que morirá en siete horas, sin posibilidad de recargar su anillo, y se refugia dentro de este construyendo una ciudad artificial. Luthor le dice a Grodd que envíe a Adán Negro el sueño apocalíptico mientras que muchas personas se adentran en las ciudades esfera; Joker, disfrazado como un predicador, está a punto de entrar en una de ellas. Marvel arroja a Superman al sol y, momentos después, lo ve salir libre de los gusanos. La Mujer Maravilla se dirige a la Baticueva y encuentra que Hiedra se adueñó de ésta. Batman ataca a la Mujer Maravilla pero, con la ayuda de su lazo, lo libera del control mental y derrotan a Hiedra. El Hombre y la Chica Halcón encuentran el depósito del Juguetero y descubren que está siendo utilizado para construir Brainiacs. Más tarde, los Hombres de Metal, la Patrulla Condenada y Zatanna hallan la cabeza de Tornado Rojo, descubriendo mantienen prisionero a Aquaman.

### Número 07
Mientras J'onn y Zatanna encuentran a Aquaman y lo llevan con la Patrulla Condenada para sanarlo, Grodd utiliza a los gusanos contra los compañeros de los superhéroes y también secuestra a sus amigos. El Hombre y la Chica Halcón colocan una bomba en el depósito del Juguetero y escapan antes que explote. Tras encontrar a Flash, el Capitán Marvel corre hacia él y grita «¡SHAZAM!» para que el relámpago mágico los golpee a ambos y los precipite a los brazos de Superman. Todos los héroes se reúnen en la Fortaleza de la Soledad al mismo tiempo que Aqualad, controlado por los gusanos, secuestra al hijo de Aquaman y se lo entrega a Manta Negra.

### Número 08
Superman ve que Brainiac está detrás de la creación de las ciudades esfera. Flash atrapa al Capitán Frío y lo lleva a la Fortaleza, donde Batman amenaza con torturarlo para que responda a sus demandas. Después, Batman informa a la Liga acerca del sueño de los villanos en que el mundo es aniquilado debido a su confianza en los superhéroes. En ese momento, Aquaman llega junto con la Patrulla Condenada, Zatanna y J'onn, preguntando por qué están todos escondiéndose en la Fortaleza, y menciona que piensa matar a Brainiac. Marvel interroga a la Mujer Maravilla sobre sus heridas y ella le responde que las garras de Chita estaban envenenadas y que está regresando a su estado como barro. El Fantasma Extraño aparece ante Hal con su batería de poder; luego de recargar su anillo, Linterna Verde sale de su trampa y se dirige a la Fortaleza. Mientras monitorea la situación, Tornado Rojo descubre que todas las seres queridos de los héroes fueron secuestrados por los villanos.

### Número 09
Mientras se traza un plan mayor, un grupo de ataque se dirige a la guarida de Grodd. El Capitán Marvel es atraído por Black Adam, amenazando con matar a Mary Marvel, pero luego descubre que tanto ella como el Capitán Marvel Junior están bajo el control de los gusanos y lo atacan. Mary vuelve a su forma humana y cae desde el cielo, mientras que Adam y Jr. retienen a Marvel para evitar que la salve. Marvel se libera y salva a su herman; ella se transforma una vez más en Mary Marvel y Brainiac pone a Marvel bajo su control mientras Grodd escapa con la ayuda de Sinestro. En Gotham City, Bruce Wayne lleva a Clark Kent al orfanato dirigido por Leslie Thompkins para investigar las "sanaciones"; allí descubren que Brainiac está convirtiendo a las personas en algún tipo de máquinas orgánicas. Marvel y Superman luchan fuera de la Fortaleza hasta que Linterna Verde libera a Marvel de los gusanos. Con todos los héroes de regreso, los Hombres de Metal son utilizados para crear nuevas armaduras de batalla para que la Liga emplee en combate. Después que los héroes parten, Luthor llega al lugar para rescatar al Capitán Frío.

### Número 10
Los villanos se encuentran celebrando cuando los superhéroes irrumpen y los atacan. En las alcantarillas, Flecha Verde y Canario Negro recorren los túneles. Mientras Batman derrota al Riddler y Aquaman al Parásito antes de encargarse de Manta Negra, Cara de Barro enfrenta a Flecha y Canario hasta que aparece el Hombre Elástico y se ocupa de él. Los héroes mantienen la ventaja, por lo que los villanos corren a los teleportadores y se dirigen a sus ciudades, pero antes Atom consigue desmantelar el campo de fuerza de Luthor. Flecha Verde y Canario Negro llegan a su objetivo: los familiares y amigos de los héroes. Ollie dispara su flecha de kryptonita a Supergirl, pero ella la esquiva y es John Stewart quien recibe el disparo. Todos quedan conmocionados hasta que John se levanta con el anillo de Linterna Verde en su mano, el cual Ollie acaba de pasarle.

### Número 11
Brainiac huye mientras la Liga combate al resto de los villanos. El Parásito intenta matar a Superman, pero es sorprendido al descubrir que en verdad se trata del Capitán Marvel disfrazado. Linterna Verde utiliza kryptonita azul para deshacerse de Bizarro y el Capitán Marvel vence a Black Adam. John Stewart elimina a los gusanos mecánicos de Brainiac que se encuentran en el aire, borra las identidades secretas de la Liga de la mente de los villanos, y destruye el control de Brainiac sobre las personas. Hal ataca a Sinestro y, cuando ambos pierden la carga de sus anillos, continúan luchando con sus puños hasta que Sinestro es derrotado. Los demás héroes logran la victoria, pero Brainiac obtiene el control de las armas nucleares del mundo entero; Aquaman lo persigue puesto que Brainiac tiene a su hijo. Entretanto, los héroes son encarados por el Espantapájaros, quien utiliza su gas del miedo en las personas de la ciudad esfera y las observa matarse unas a otras.

### Número 12
Superman destroza el ejército del Juguetero y descubre que este se ha convertido prácticamente una máquina. Con el Espantapájaros sometido, Batman y J'onn ponen a Luthor y Grodd bajo su control. El Espantapájaros escapa a las alcantarillas, donde es atacado por el Joker. Aquaman persigue a Manta Negra mientras que Superman va detrás de Brainiac. La Mujer Maravilla lucha contra Chita, mostrando lo mucho que su cuerpo se ha deteriorado a causa del veneno, y la vence. Aquaman finalmente encuentra a Manta Negra y lo derrota, salvando a su hijo. Superman, Zatanna y Tornado Rojo atrapan a Brainiac en su refugio: una diminuta nave espacial en el espacio. Superman congela la nave y lleva a Zatanna de regreso a la Tierra antes que muera debido al vacío espacial. J'onn utiliza sus poderes para conectar las mentes de Luthor y Grodd, luego Grodd accede a redirigir y detener los misiles. En el espacio Hal recibe a los Green Lantern Corps, quienes llegan para deshacerse de los misiles. La lucha ha terminado. En Temiscira, la madre de Diana alza sus ruegos a los dioses y, mientras el cuerpo de la Mujer Maravilla muere, uno nuevo es creado del barro.
En el epílogo, Batman reflexiona sobre los cambios que han traído al mundo y siente que algún día el planeta será realmente un lugar mejor. En el siglo XXX, la Legión de Super Héroes observa a Clark Kent a través del tiempo mientras este se dirige al Daily Planet.

## Continuidad
Muchos de los aspectos y diferencias de la serie giran en torno a la Edad de Plata de los cómics y a su vez, al igual que Kingdom Come, sitúan la acción fuera de la continuidad del Universo DC. Sin embargo, a diferencia de otras historias "imaginarias" acontecidas fuera de continuidad, Justicia no lleva el sello Elseworlds. Los fanes han especulado acerca de la posibilidad que esta sea una precuela indirecta de Kingdom Come, uno de los trabajos anteriores de Ross. No obstante, no parece haber ninguna relación excepto que ambas son historias creadas por el mismo autor y ajenas a la continuidad del Universo DC.
Cabe destacar que el Hombre Plástico y el Capitán Marvel nunca fueron miembros oficiales de la Liga de la Justicia durante la Edad de Plata, y en la serie se los menciona como miembros de "reserva".

## Recopilaciones
- Volumen 1 (recopila los números 1 al 4). Tapa dura, 160 páginas, ISBN 1401209696, DC Comics.
- Volumen 2 (recopila los números 5 al 8). Tapa dura, 160 páginas, ISBN 1401212069, DC Comics.
- Volumen 3 (recopila los números 9 al 12). Tapa dura, 160 páginas, ISBN 1401214673, octubre de 2007, DC Comics.